# Almost Love
Almost Love è un singolo della cantante statunitense Sabrina Carpenter, pubblicato nel 2018 ed estratto dal suo terzo album in studio Singular: Act I.
La canzone è stata scritta dalla stessa Carpenter, Steph Jones, Nate Campany e Mikkel Eriksen ed è stata prodotta da Stargate.

## Antefatti
Il 13 maggio 2018, Carpenter ha annunciato via Twitter che il singolo sarebbe stato pubblicato il 6 giugno. Il giorno dopo, ha precisato che quattro giorni prima della pubblicazione si sarebbe esibita con la canzone al Wango Tango. Almost Love è stata scritta e registrata un lunedì, agli inizi del 2018, in tre ore ed è stata una delle ultime canzoni dell'album ad essere registrata. Durante un’intervista per Billboard, Carpenter ha dichiarato che quando stava scrivendo la canzone, non percepiva la preoccupazione di non aver ancora scritto il primo singolo. Inoltre, ha affermato che "Ascoltando la canzone una volta terminata, aveva questa confidenza e questa personalità nella mia voce che non avevo mai avuto prima. Ogni volta che l'ascoltavo mi faceva venire voglia di alzarmi e ballare, e non ho mai avuto una canzone del genere".

## Descrizione
Almost Love è una canzone dance pop con un beat elettropop.Il testo parla di una relazione non presa seriamente. Il secondo verso della canzone è stato l'ultimo pezzo ad essere scritto e le ultime parole scritte,  "I want you like a loner wants an empty room", sono quelle preferite della cantante.

## Video musicale
Il videoclip della canzone, diretto da Hannah Lux Davis, è stato girato presso il Pasadena Museum of History.

## Esibizioni dal vivo
La cantante si è esibita con il brano per la prima volta al Wango Tango il 2 giugno 2018, quattro giorni prima della sua uscita. Il 1 ottobre l’ha cantata al The Late Late Show with James Corden.

## Tracce
- Download digitale

1. Almost Love – 3:31

## Formazione
- Sabrina Carpenter - voce
- Tim Blacksmith - produzione
- Danny D - produzione
- Eric J Dubowsk - missaggio
- Tim Watt - assistente al missaggio
- Chris Gehringer - mastering